# Klein Bonaire

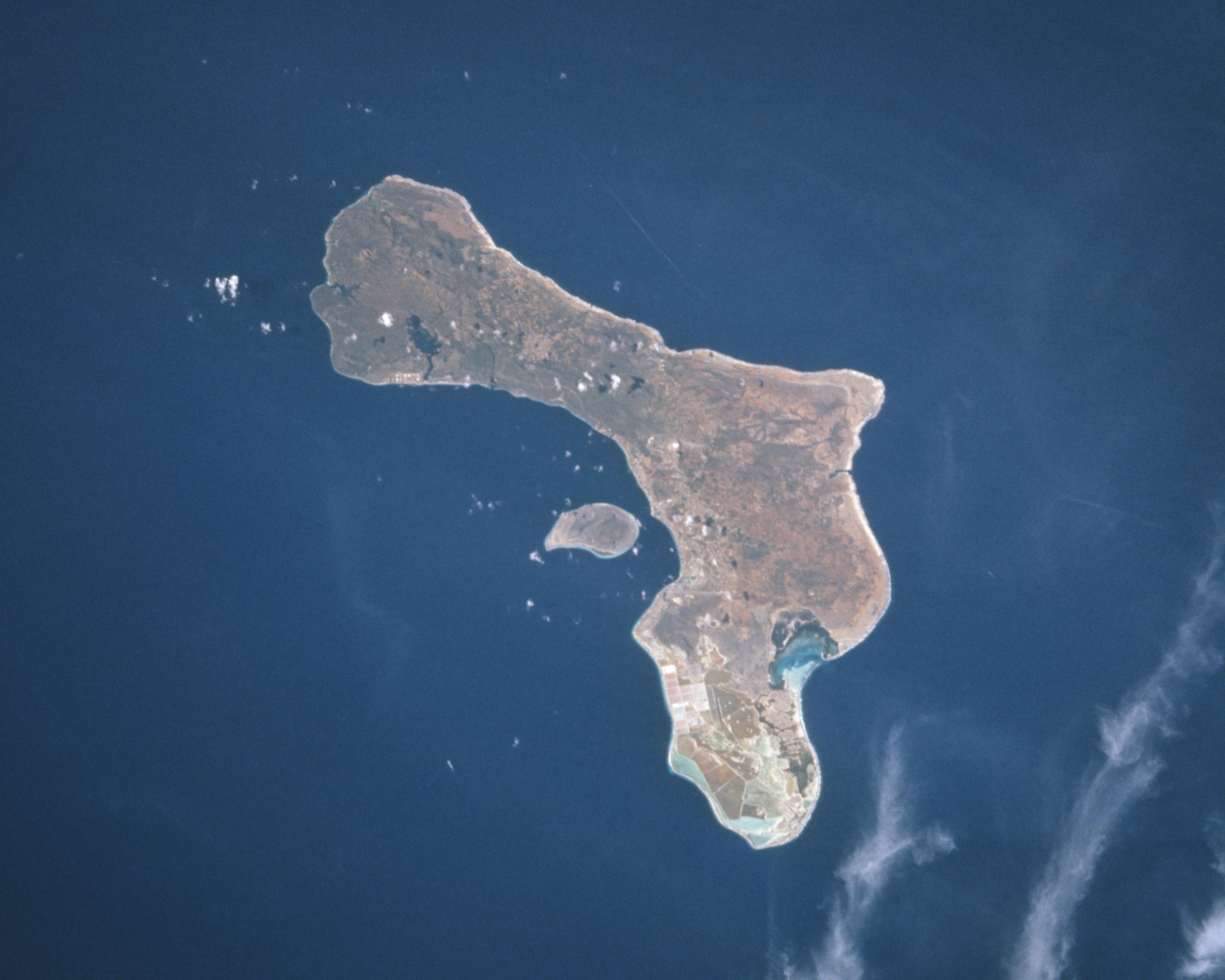
Klein Bonaire es el islote redondeado del centro de la imagen.

Klein Bonaire (del neerlandés "Pequeña Bonaire") es un pequeño islote deshabitado frente a la costa occidental de la isla caribeña de Bonaire. 

## Geografía
El islote, que se encuentra próximo a la media luna formada por la isla principal, es de 6 km² (600 hectáreas) y es muy plano, levantándose no más de dos metros sobre el nivel del mar. Las únicas estructuras son algunas ruinas de chozas de esclavos (pequeñas, estructuras de una sola habitación que datan del período de esclavitud de la región.)
La distancia desde la costa de Bonaire a la costa de Klein Bonaire es de aproximadamente 800 metros (0,5 millas) en el punto más cercano. La distancia es frecuentemente atravesada por barcos particulares y comerciales y se puede hacer en kayak con cierta dificultad. La principal atracción para los visitantes es el buceo y el snorkeling en el prístino de los arrecifes de coral que rodean el islote.

## Historia
En 1868, Klein Bonaire fue vendida a un particular llamado Angel Jeserun y permaneció en manos privadas hasta 1999, cuando fue comprada por el gobierno de Bonaire, el Fondo Mundial para la Naturaleza, y la Fundación para la Preservación de Klein Bonaire por 9 millones de florines de las Antillas Neerlandesas (5 millones de dólares estadounidenses).